# Xanthomantis
Xanthomantis é um gênero de traça pertencente à família Arctiidae.